# Gerd Markus

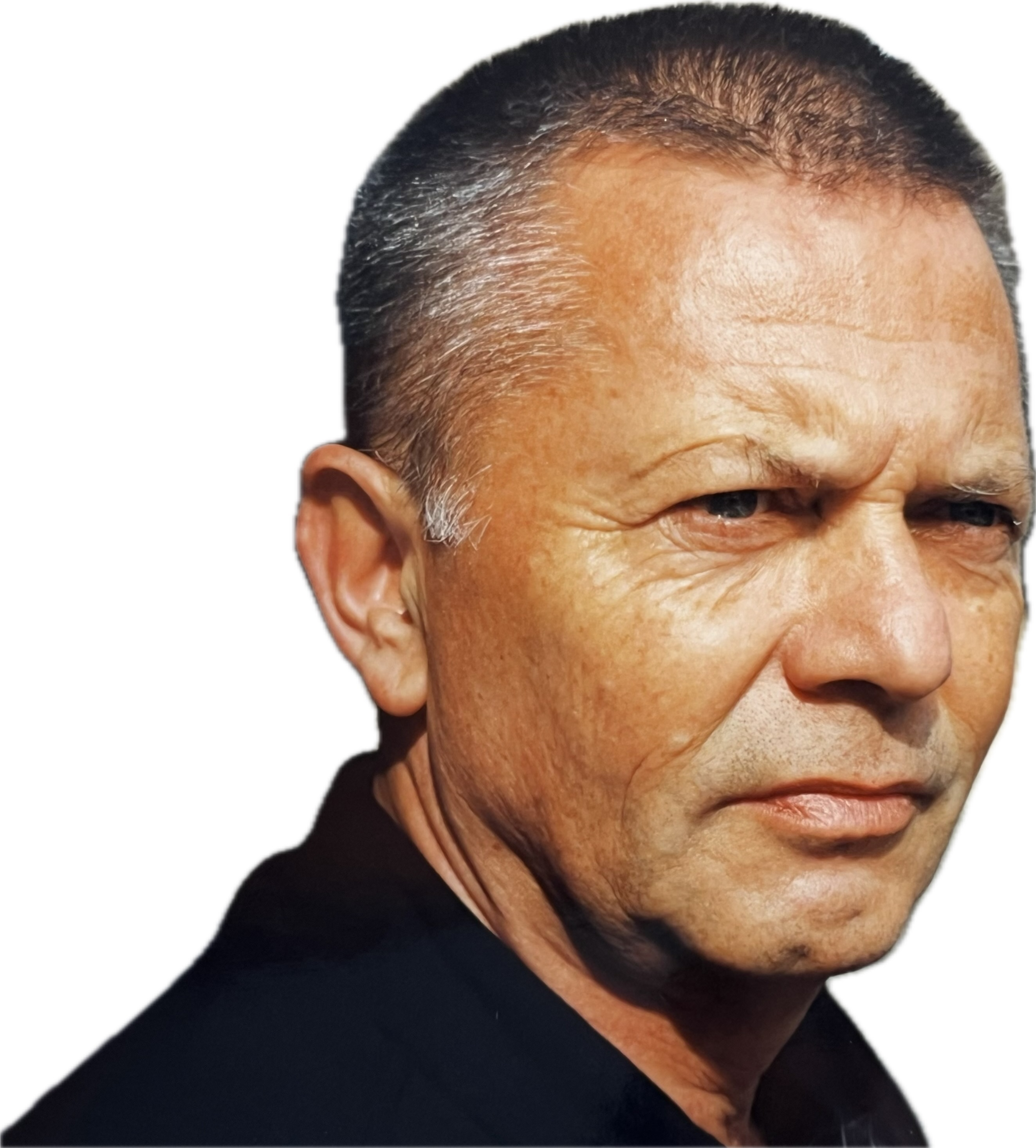
Gerd Markus (2023)

Gerd Markus  (* 13. Oktober 1943 in Guben an der Neiße) ist Ökonom und pensionierter Verwaltungsbeamter. Von 1991 bis 1999 war er Bremer Staatsrat beim Senator für Häfen, überregionalen Verkehr und Außenhandel.

## Biografie
Markus wuchs in Hamburg auf. Nach dem Abitur studierte er vier Semester Geschichte und Politikwissenschaft an der Universität Hamburg. Während eines Urlaubssemesters hospitierte er in der Verwaltung, einer Partei und einem Verband. Anschließend studierte er Volkswirtschaftslehre.
Nach den Examina in Volkswirtschaftslehre und Politikwissenschaften wurde er 1968 Referent in der Haushaltsabteilung des Finanzministeriums in Kiel.
1969/1970 wurde er vom Land Schleswig-Holstein beurlaubt, um an der Universität Birmingham National Economic Planning zu studieren.
Nach seiner Rückkehr nach Deutschland 1971 ging Markus zur Kreditanstalt für Wiederaufbau (KfW) in Frankfurt/Main.

1973 wechselte er in die Senatskanzlei in Bremen, um dort eine Planungsabteilung aufzubauen. 1977 übernahm er das Planungsreferat beim Sozialsenator und wurde gleichzeitig Senatsreferent.
1986 wechselte er erneut ins Rathaus, um dort die ressortübergreifende Planung zu reaktivieren.

Im Herbst 1991 wurde er vom Senat zum Staatsrat für Häfen ernannt. Zwei Legislaturperioden führte er das Hafenressort und war maßgeblich an der Sanierung und Neuaufstellung der Bremer Lagerhausgesellschaft (BLG) und dem Verfüllen des Überseehafens und damit am Aufbau des neuen Stadtteils Überseestadt beteiligt.
Noch während dieser Zeit übernahm er Vorlesungen für Unternehmenssimulation im Fach BWL an der Hochschule Bremen und wurde zum Honorarprofessor ernannt. Er entwickelte eine Software, mit der er während seiner Selbstständigkeit ab 1999 Unternehmen beriet.
Markus wurde 2006 über das Thema Entscheidungsstützende Instrumente für die regionale Wirtschaftsstruktur- und Hafenpolitik seiner Dissertation promoviert.
Sein politisches Engagement und seine ökonomische Expertise verbindet er seit 2008 als Referent für Wirtschaft beim ifb. Dort schult und berät er Betriebsräte.
Markus ist Mitglied der SPD und der Gewerkschaft IG Metall.
Von 1994 bis 2001 gestaltete er aktiv das Kabarett „scharmelos“.
Markus hat zwei Kinder und drei Enkel.